# Mitsubishi Eclipse
Das Sportcoupé Mitsubishi Eclipse wurde von den Herstellern Mitsubishi (als „Eclipse“), Plymouth (als Laser) und der Chrysler-Tochter Eagle (als Talon) gemeinsam entwickelt. Für diesen Zweck wurde im Jahr 1985 das gemeinschaftliche Unternehmen Diamond-Star Motors gegründet.
Der Mitsubishi Eclipse wurde von Anfang 1990 bis Ende 2012 für den US-amerikanischen Markt im Werk in Normal (Illinois) produziert. Insgesamt wurden über 1,4 Millionen Fahrzeuge verkauft.

## Eclipse (D20, 1990–1995)
Die erste Generation des Eclipse wurde von Anfang 1990 bis Herbst 1995 gebaut. 1992 gab es ein Facelift (nicht für die europäischen Modelle), bei dem u. a. die Klappscheinwerfer durch feste Scheinwerfer ersetzt wurden. Der Eclipse war in den USA in mehreren Ausstattungs- und Motorisierungsvarianten erhältlich. Die einfachsten Versionen besaßen den 1,8-l-SOHC-Motor 4G37 (68 kW/92 PS), Frontantrieb, keinen Heckscheibenwischer und manuelle Fensterheber.
Folgende Motorisierungen waren erhältlich:
- RS 1,8-l-SOHC-Motor 4G37 (68 kW/92 PS) und Frontantrieb
- GS (16V) 2,0-l-DOHC-Motor 4G63 (100 kW/136 PS) und Frontantrieb
- GSi (16V) 2,0-l-DOHC-Motor 4G63 (110 kW/150 PS) und Frontantrieb
- GS-T 2,0-l-DOHC-Motor 4G63T (143–154 kW/195–210 PS) und Frontantrieb und Turboaufladung
- GS-X 2,0-l-DOHC-Motor 4G63T (143–154 kW/195–210 PS) und permanentem Allradantrieb und Turboaufladung
- GSi (16V) 2,0-l-DOHC-Motor 4G63 (110 kW/150 PS) und Frontantrieb als Targa (Umbau Fa. Erich Goeckel)

Nach Deutschland wurde nur eine spezielle Version des GS und ab 1994 des GS-T importiert. Diese hatte einen externen Ölkühler, einen Klopfsensor, eine höhere Verdichtung (10,4:1 anstatt 9:1) und mehr Leistung (110 kW anstatt 100 kW beim GS bzw. 143 kW beim GS-T) als der amerikanische GS. Die deutschen Eclipse gab es auch nur in einer einzigen Ausstattungsvariante: Vollausstattung bis auf das Schiebedach und Lederausstattung. Zusätzlich konnten die Ausstattungspakete Top und GT geordert werden, die unter anderem ein Sportfahrwerk von Eibach und Koni, eine andere Heckschürze, größere 16-Zoll-Räder, eine Doppelrohrabgasanlage und ein Sportlenkrad der Marke Momo beinhalteten. Der Targa wurde nur rund 200-mal gebaut. Das Targadach ist zweiteilig herausnehmbar und die Bodengruppe wurde durch zwei 1,5-mm-Stahlplatten verstärkt, was den Targa gegenüber dem Serien-Eclipse rund 60 kg schwerer macht. Die Fensterhebersteuerung wurde so angepasst, dass die Fenster sich beim Öffnen der Tür kurz absenken und nach dem Schließen wieder hochfahren. Mit der Zeit wurden fast alle Targadächer undicht, so dass eine zusätzliche Dichtung installiert werden muss.
- GSi (16V) 2,0-l-DOHC-Motor 4G63 (110 kW/150 PS) und Frontantrieb als Targa (Umbau Fa. Erich Goeckel)
- GS (Deutschland) 2,0-l-DOHC-Motor 4G63 (110 kW/150 PS) und Frontantrieb
- GS-T (Deutschland) 2,0-l-DOHC-Motor 4G63T (143 kW/195 PS) und Frontantrieb und Turboaufladung

Die Erhebung auf der Motorhaube links dient dazu, genügend Platz für die Zahnriemenabdeckung des Mitsubishi-4G63-Motors zu bieten (das Basismodell RS hatte zwar den kleineren Motor 4G37, aber dennoch den Buckel auf der Motorhaube).
Für Österreich gab es einen sogenannten „Sauger“-GSX. Dieser vereint den 150-PS-Motor aus dem GS mit dem Allradgetriebe des GSX.
Mitsubishi Eclipse GS/GS-T
- 2,0 l, 1997 cm³, R4, 110 kW (150 PS)/143 kW (195 PS)
- Modellcode: D22 AMNHMLF6
- Ausführungen: D20 / D22A

Beschleunigung 0–100 km/h in 9,1 s (GS) / 8,4 s (GS-T), Höchstgeschwindigkeit 220 km/h.

Zum Stichtag 1. Januar 2025 waren laut Kraftfahrtbundesamt noch 290 Mitsubishi Eclipse der ersten Generation in Deutschland angemeldet. Die Zahl bezieht sich auf die Fahrzeuge, die offiziell von Mitsubishi verkauft wurden.

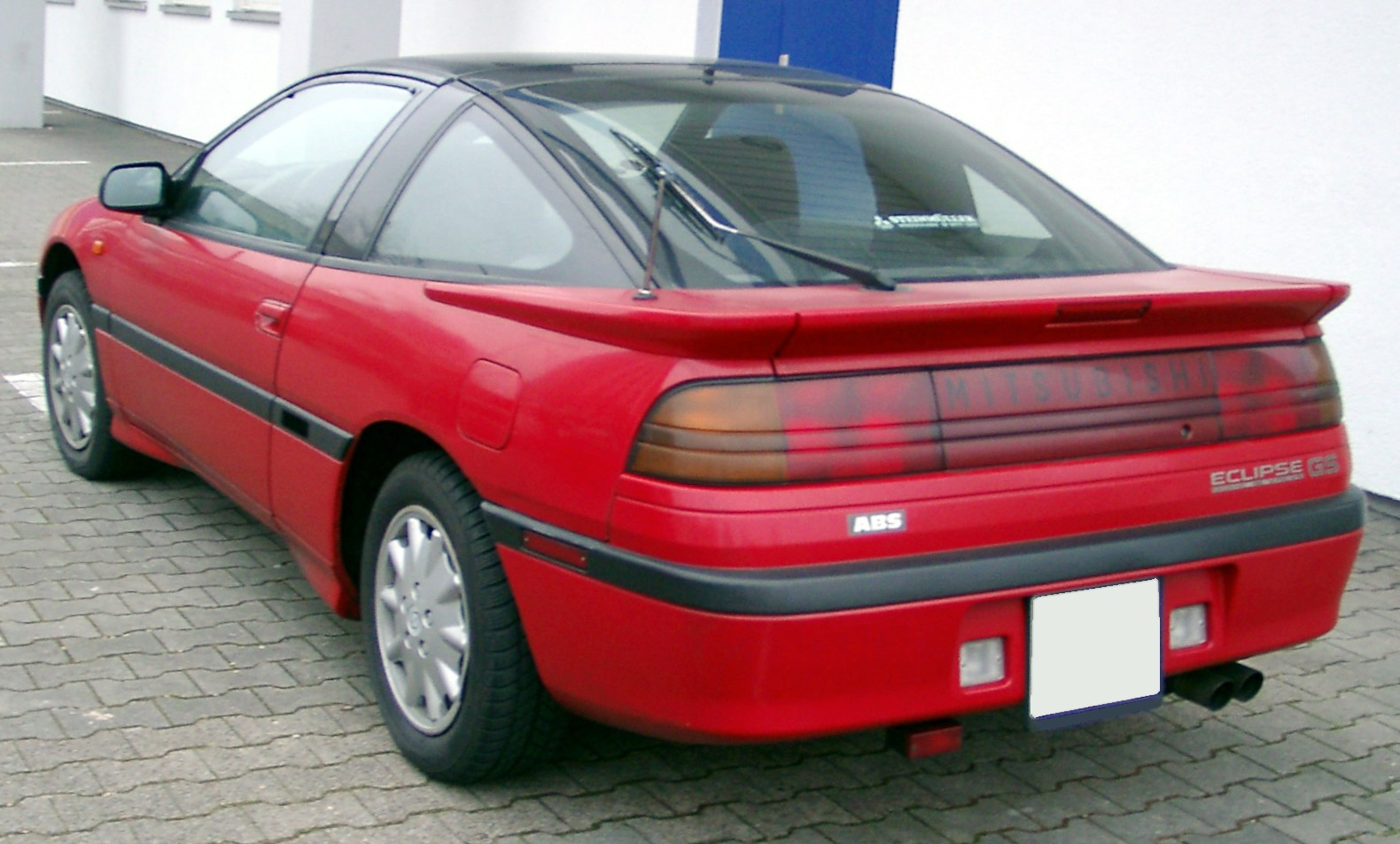
Heckansicht
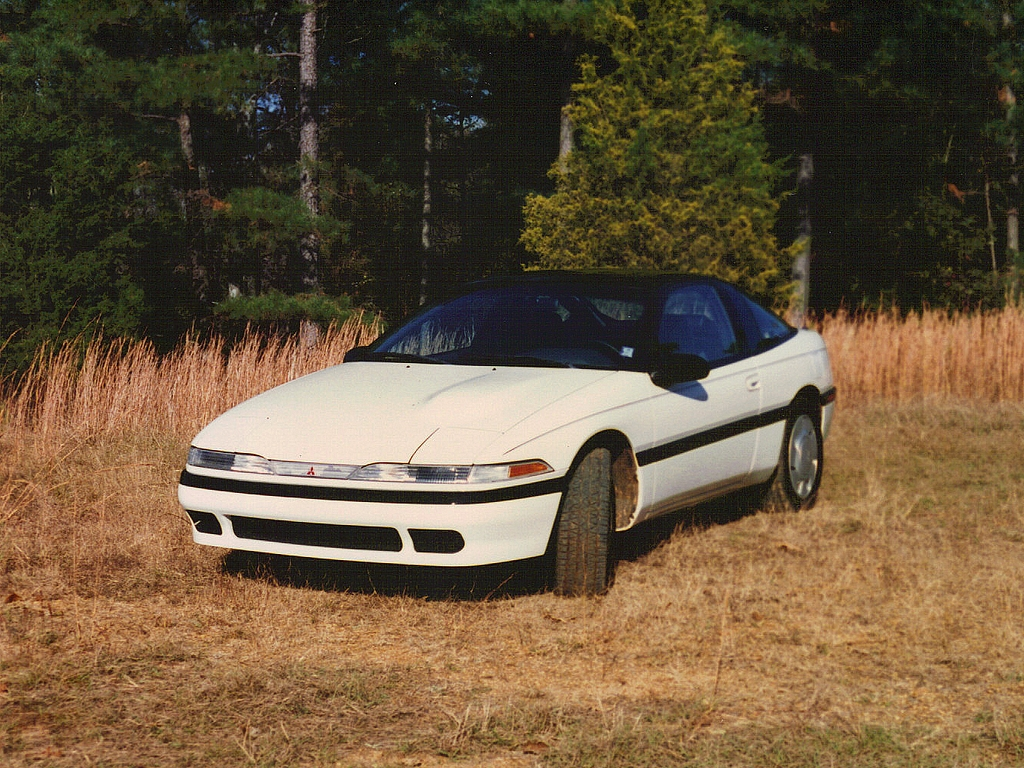
Mitsubishi Eclipse GS (USA)
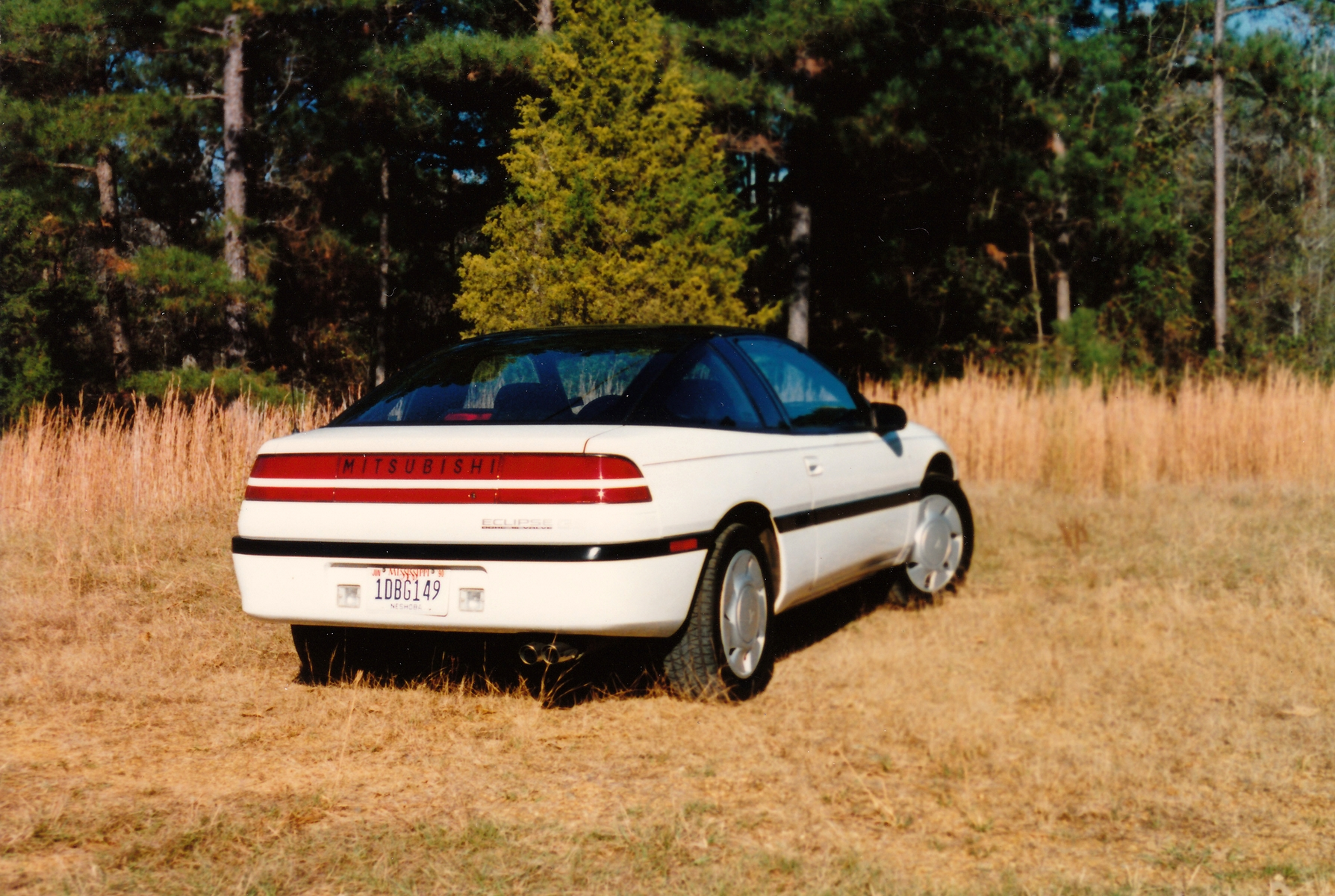
Heckansicht
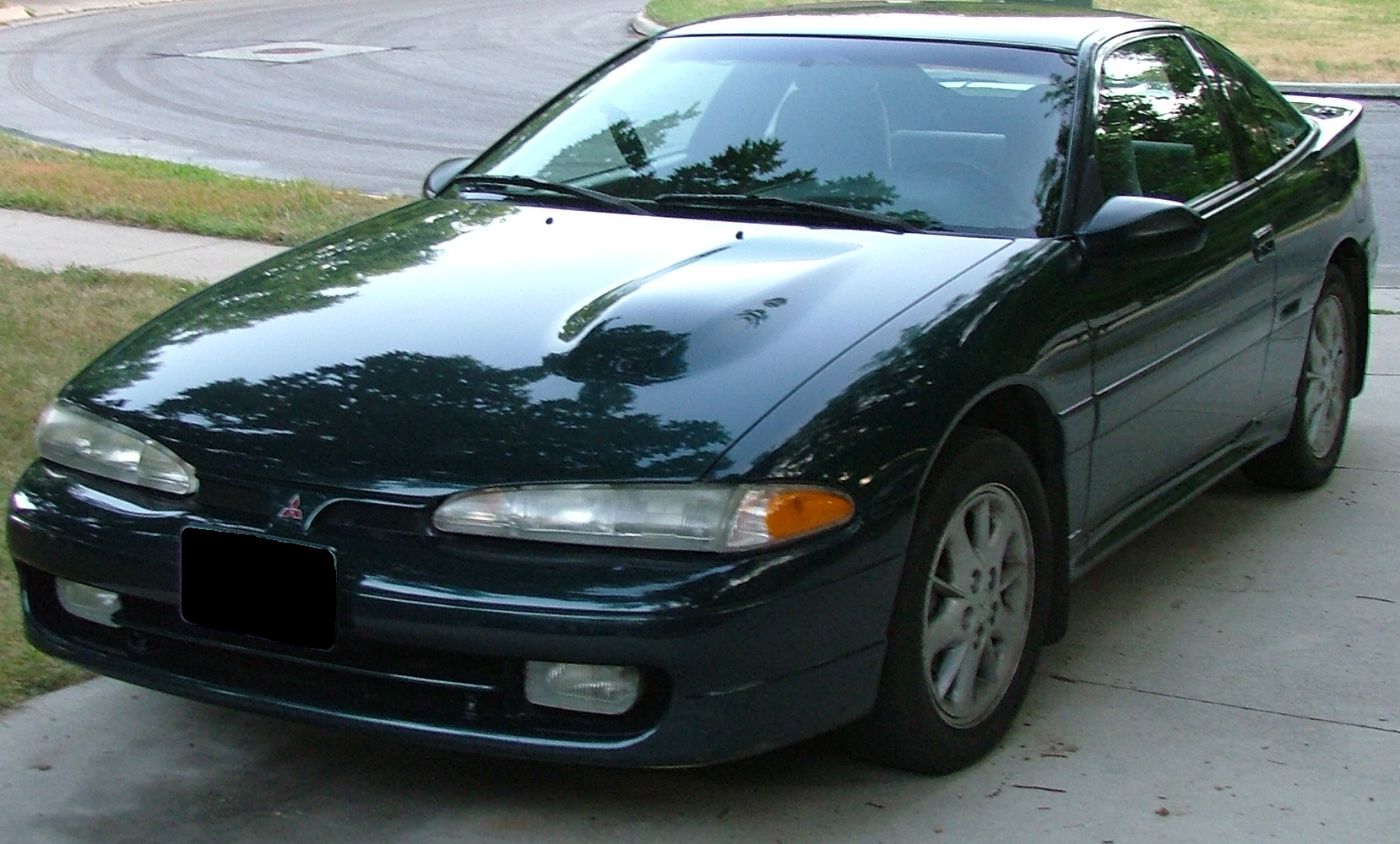
Facelift (nicht für Europa, 1992–1995)

## Eclipse (D30, 1995–2000)
Im Herbst 1995 kam die zweite Generation auf den Markt, welche in den USA als Grundmodell (ohne Turbolader) eine andere Motorisierung von Chrysler (2,0 l DOHC, Motorkennbuchstaben: D420A) besaß. Im GS-T und GSX blieben in den USA die 4G63-Motoren (die ebenfalls im Mitsubishi Lancer Evolution verbaut wurden) wie beim Vorgänger weitestgehend gleich.
Für Deutschland und die EU kam auch hier wieder nur das Grundmodell mit 4G63-Motor (bis Baujahr 1996: Abgaseinstufung Euro 1 mit 107 kW und Euro 2 mit 104 kW) zum Verkauf, äußerlich nur durch den serienmäßigen Doppelrohrauspuff bei der älteren Euro-1-Version erkennbar.
Im Gegensatz zum Vorgängermodell gab es auch eine „Spyder“ genannte Cabrio-Version. Dieses Vollcabrio mit Stoffverdeck wurde sowohl mit dem 2,4-l-Saugmotor 4G64 mit 105 kW (143 PS) als auch in der 2,0-l-Turboversion GS-T mit dem 157 kW (214 PS) 4G63T-Motor angeboten. Mitsubishi verkaufte den Spyder jedoch nicht in Europa.
Im Sommer 1998 erhielt der Eclipse ein Facelift (geänderte Stoßstangen, Seitenschweller, Scheinwerfer/Nebelscheinwerfer, Farbe des Innenraums und Bezugstoff der Sitze). Zusätzlich wurde das von Bosch beigesteuerte ABS überarbeitet, das bei den Baujahren 1995 bis 1997 sehr oft ausfiel (Spritzwasserschaden im ABS-Hydraulikblock). Mit der Einführung eines neuen ABS wurde der Beifahrerfußraum tiefer, weil das Steuergerät hierzu in den ABS-Hydraulikblock integriert wurde.
Zum Stichtag 1. Januar 2024 waren laut Kraftfahrtbundesamt noch 410 Mitsubishi Eclipse der zweiten Generation in Deutschland angemeldet. Die Zahl bezieht sich nur auf die Fahrzeuge, die offiziell von Mitsubishi verkauft wurden (Eclipse GS).
Mitsubishi Eclipse GS (Deutschland)
- 2,0 l, 1997 cm³, R4, 107 kW (146 PS) bis 1996

Beschleunigung 0–100 km/h in 9,4 s, Höchstgeschwindigkeit 220 km/h.
- 2,0 l, 1997 cm³, R4, 104 kW (141 PS) ab 1996

Beschleunigung 0–100 km/h in 9,5 s, Höchstgeschwindigkeit 217 km/h.
Mitsubishi Eclipse GS Spyder
- 2,4 l, 2389 cm³, R4, 105 kW (143 PS)

Mitsubishi Eclipse GS-T Spyder
- 2,0 l, 1997 cm³, R4 Turbo, 157 kW (214 PS)

Mitsubishi Eclipse GSX und GS-T
- 2,0 l, 1997 cm³, R4 Turbo, 157 kW (214 PS)

GST beschleunigt von 0–100 km/h in 6,8 s.

GSX beschleunigt von 0–100 km/h in 6,5 s.

Die Höchstgeschwindigkeit betrug beim GSX und GS-T 220 km/h.

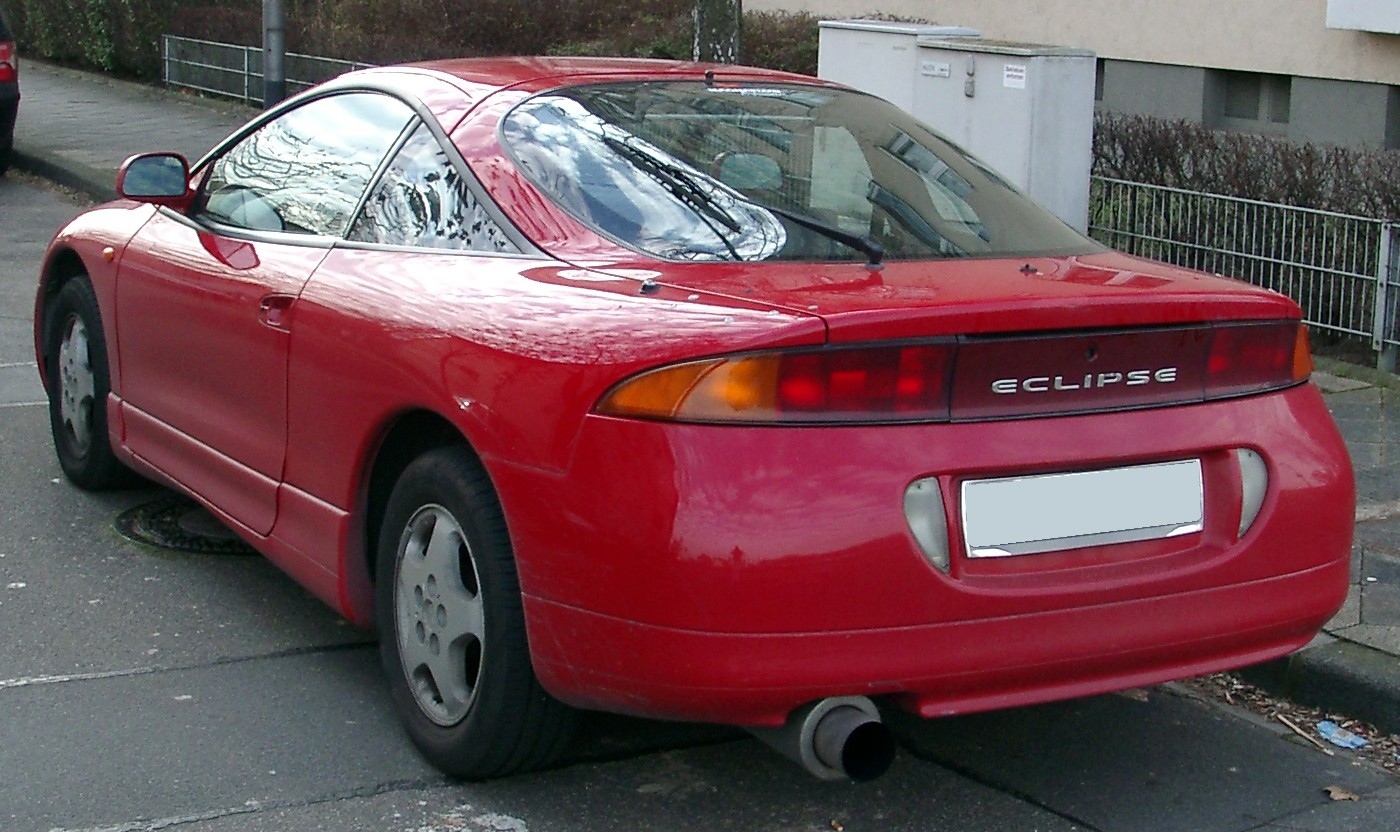
Heckansicht
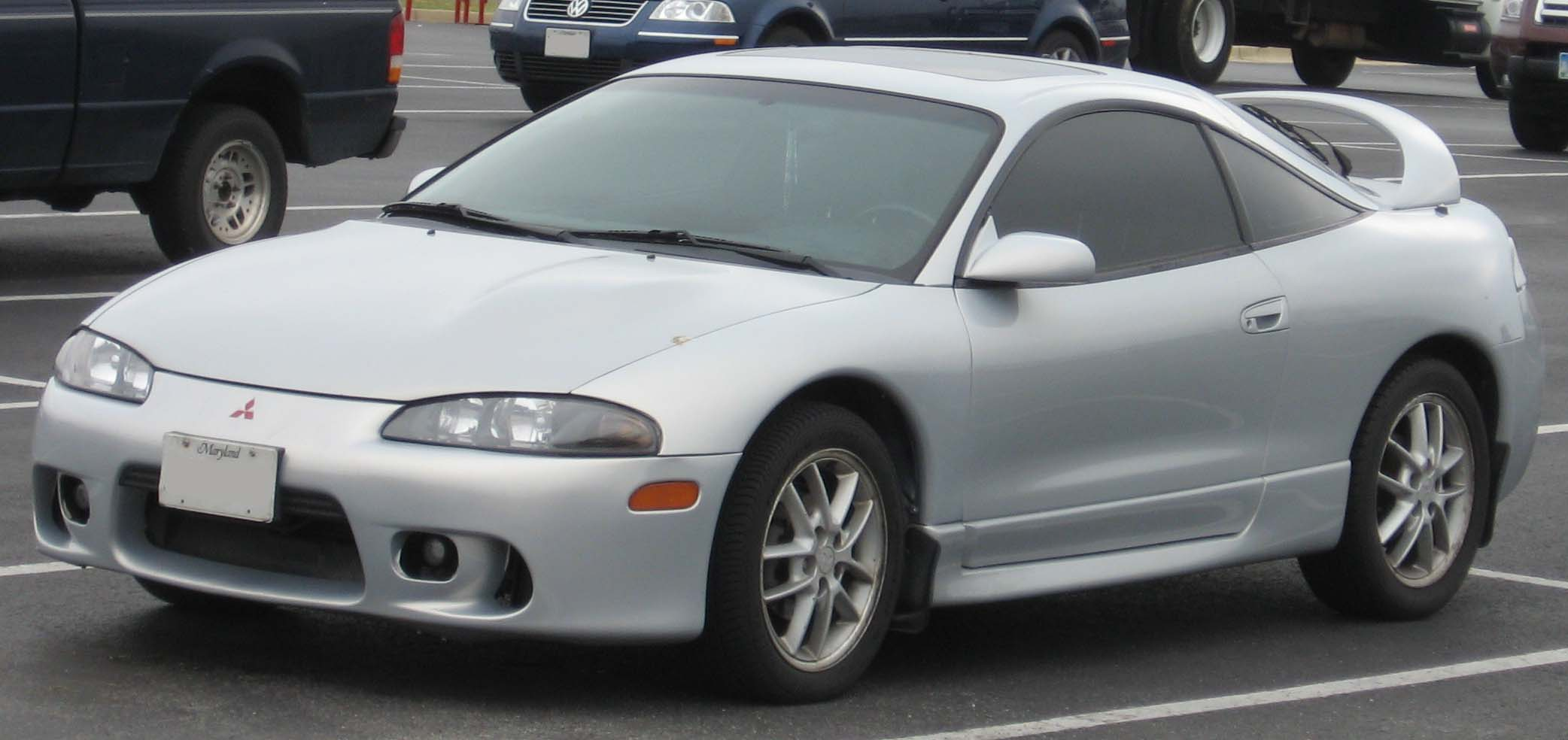
Mitsubishi Eclipse Coupé (1998–2000)
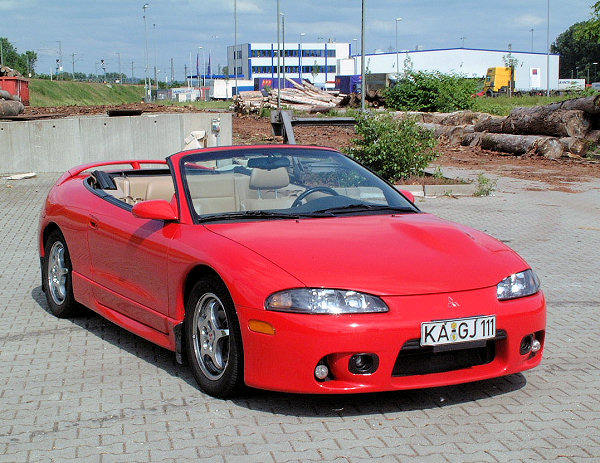
Mitsubishi Eclipse Spyder (1998–2000)

## Eclipse (D50, 2000–2005)
Im Frühjahr 2000 kam die dritte Generation des Sportcoupés in den Handel. Dieser Eclipse wurde fast ausschließlich in den USA angeboten. Vorweggenommen wurde das Design durch das 1998 vorgestellte Konzeptfahrzeug Mitsubishi SST.
Im letzten Produktionsjahr ging eine begrenzte Stückzahl nach Japan in den Verkauf. Es gab ihn als Coupé und als Spyder.
Die Basis stellte ein 2,4-l-Vierzylinder (D50) mit ca. 114 kW/154 PS  dar, der in den Modellvarianten GS sowie RS erhältlich war. Die aus dem Vorgängermodell bekannte Turbo-Version wurde durch einen 3,0l V6-Motor (D53a) mit 151 kW/205 PS (Modell GT) ersetzt.
Ab Frühjahr 2003 gab es ein kleines Facelift für den Eclipse. Die veränderte Frontstoßstange und der abgeänderte Tankdeckel waren dabei die auffälligsten Neuerungen. Der GT bekam die Bezeichnung GTS, und der 3,0l V6-Motor kam nun aufgrund geänderter Ansaugung (Schaltsaugrohr) auf 154 kW/210 PS Leistung.
Die angebotenen Motorisierungen gab es in zwei verschiedenen Abgasnormen: Fed-Spec (Federal Specification) und Cal-Spec (California Specification). In der Cal-Spec besitzt der V6-Motor des GT/GTS, gegenüber der Fed-Spec, zwei Vorkatalysatoren, die eine frühere und bessere Abgasnachbehandlung gewährleisten.
In Europa war dieser Wagen nur als Grauimport erhältlich. Die Ersatzteilversorgung ist durch deutsche Mitsubishi-Werkstätten nicht komplett gewährleistet und wird meist durch gleichwertige Ersatzteile aus dem Mitsubishi Galant V6 24V ausgeglichen.
Die Höchstgeschwindigkeit liegt bei 240 km/h (elektronisch abgeregelt), und die Beschleunigung von 0 bis 100 km/h erfolgt in 7,2 s.
Im Frühjahr 2005 wurde die Baureihe D50 eingestellt.

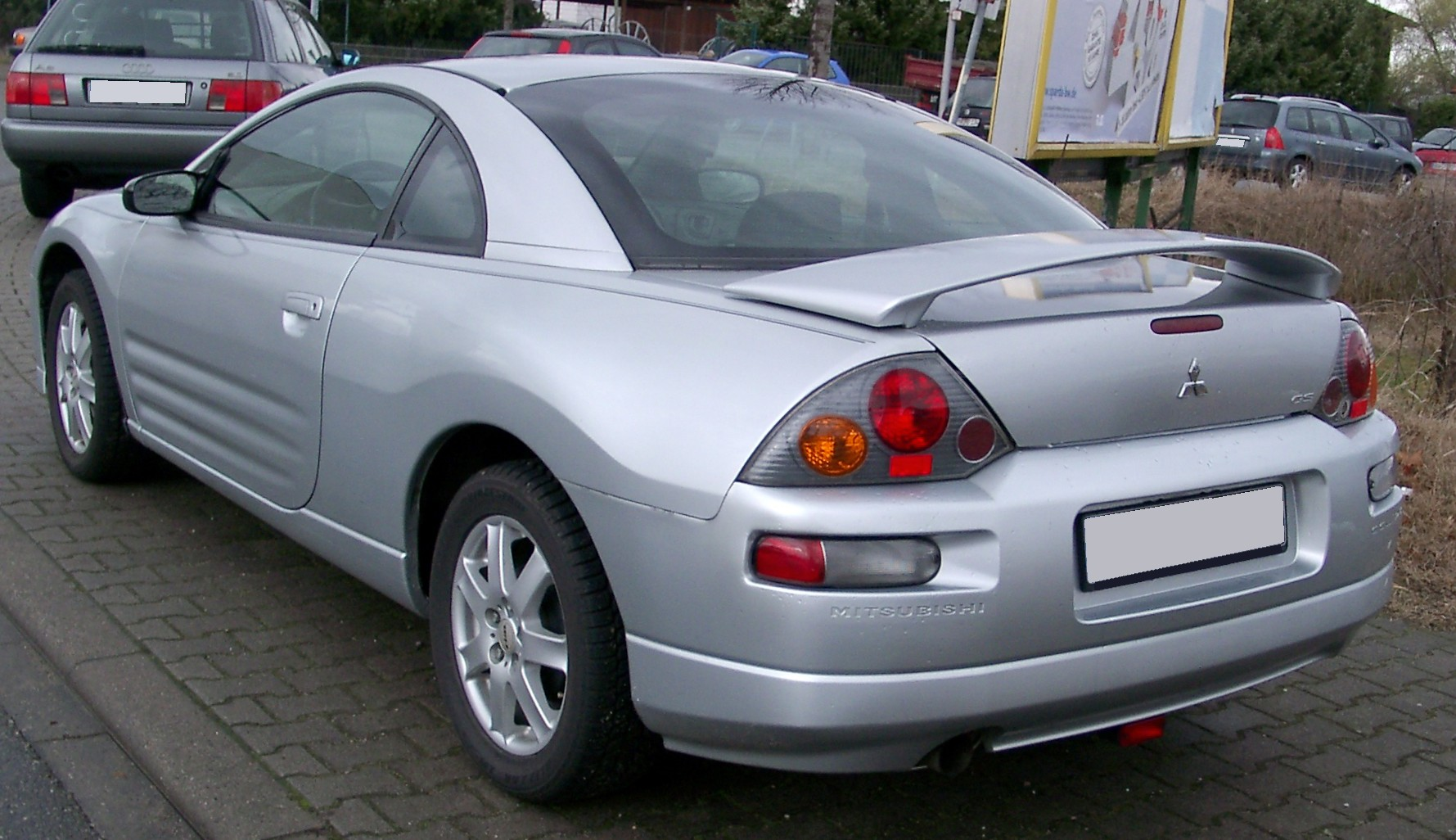
Heckansicht
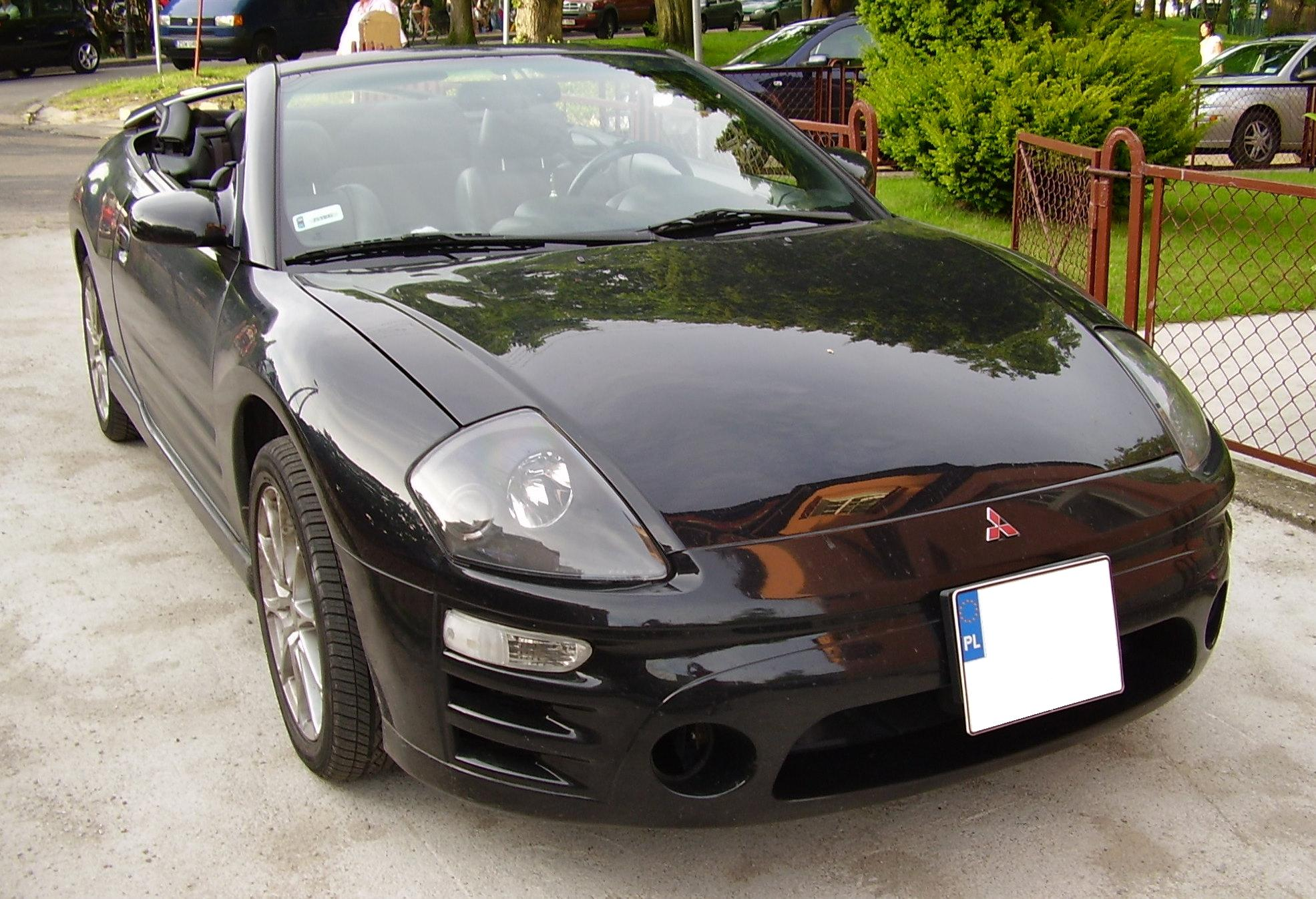
Mitsubishi Eclipse Spyder (2003–2005)
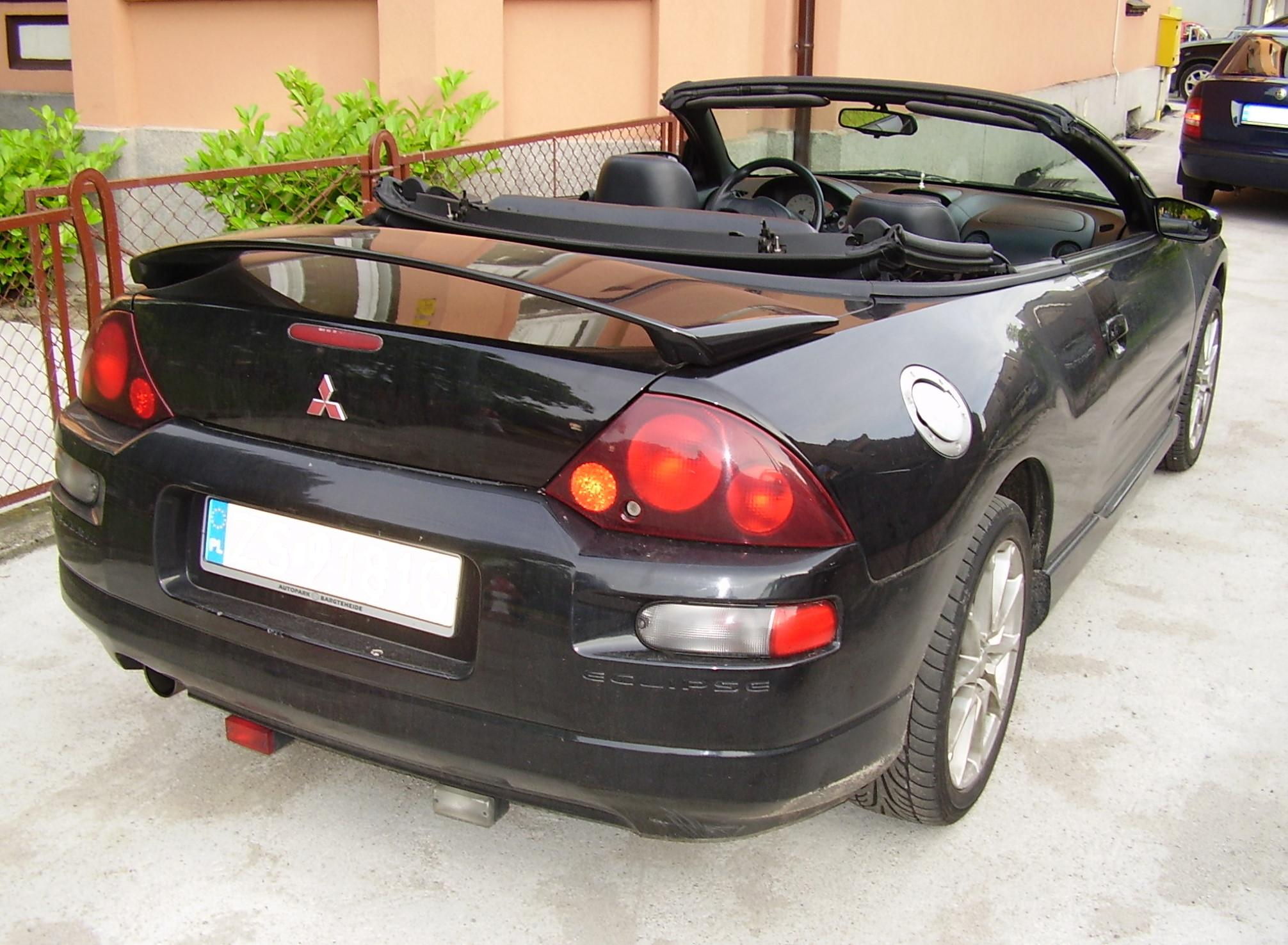
Heckansicht
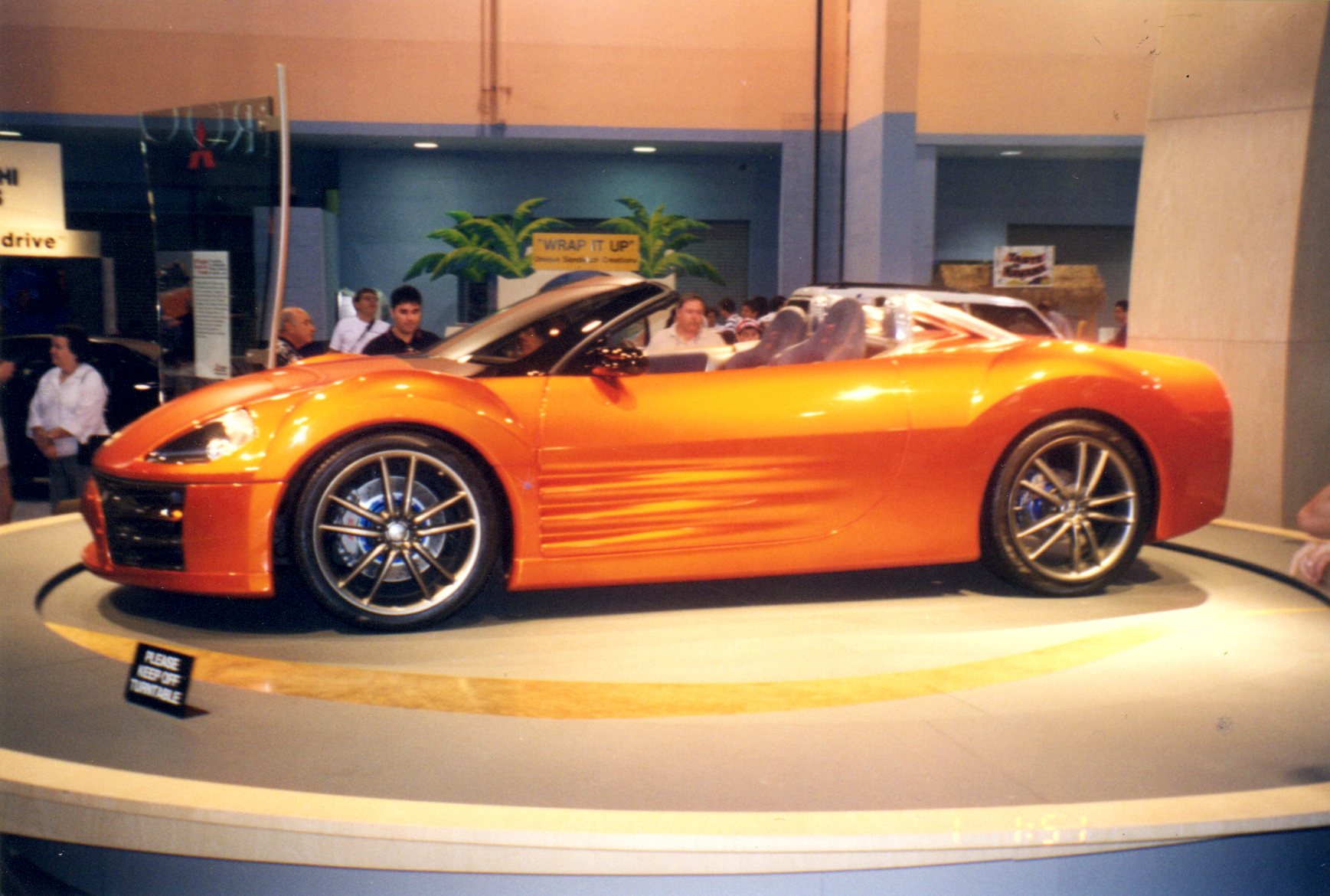
Mitsubishi SST Konzeptfahrzeug (1998)

## Eclipse4G(2005–2012)
Der vierte Eclipse wurde im Frühjahr 2005 auf der Detroit Auto Show zum ersten Mal der Öffentlichkeit vorgestellt.
Diese Modellreihe gab es in drei Ausführungen: Eclipse GS/Eclipse GS Spyder, Eclipse GT/Eclipse GT Spyder und Eclipse SE.
Im Herbst 2008 erhielt der Eclipse ein Facelift. Neben weiteren Außenfarben für die gesamte Baureihe gab es für die GT-Version ein neues Bodykit mit großem Heckflügel und eine Doppelrohr-Auspuffanlage.
Zum Jahresende 2012 wurde die Produktion des Eclipse ohne Nachfolger eingestellt. Der Name „Eclipse“ wurde 2017 wieder aufgegriffen und bezeichnet als Eclipse Cross ein SUV.

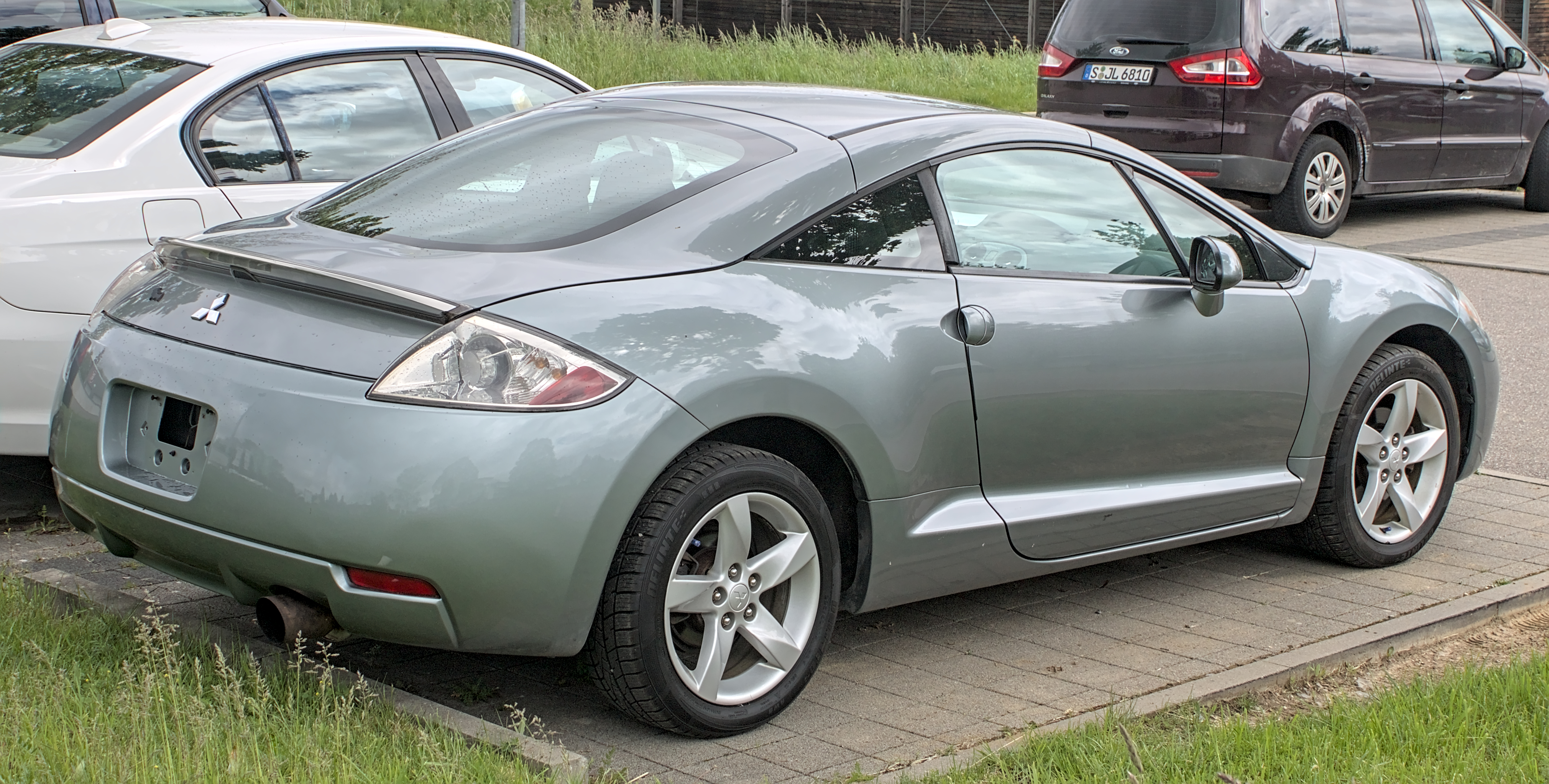
Heckansicht
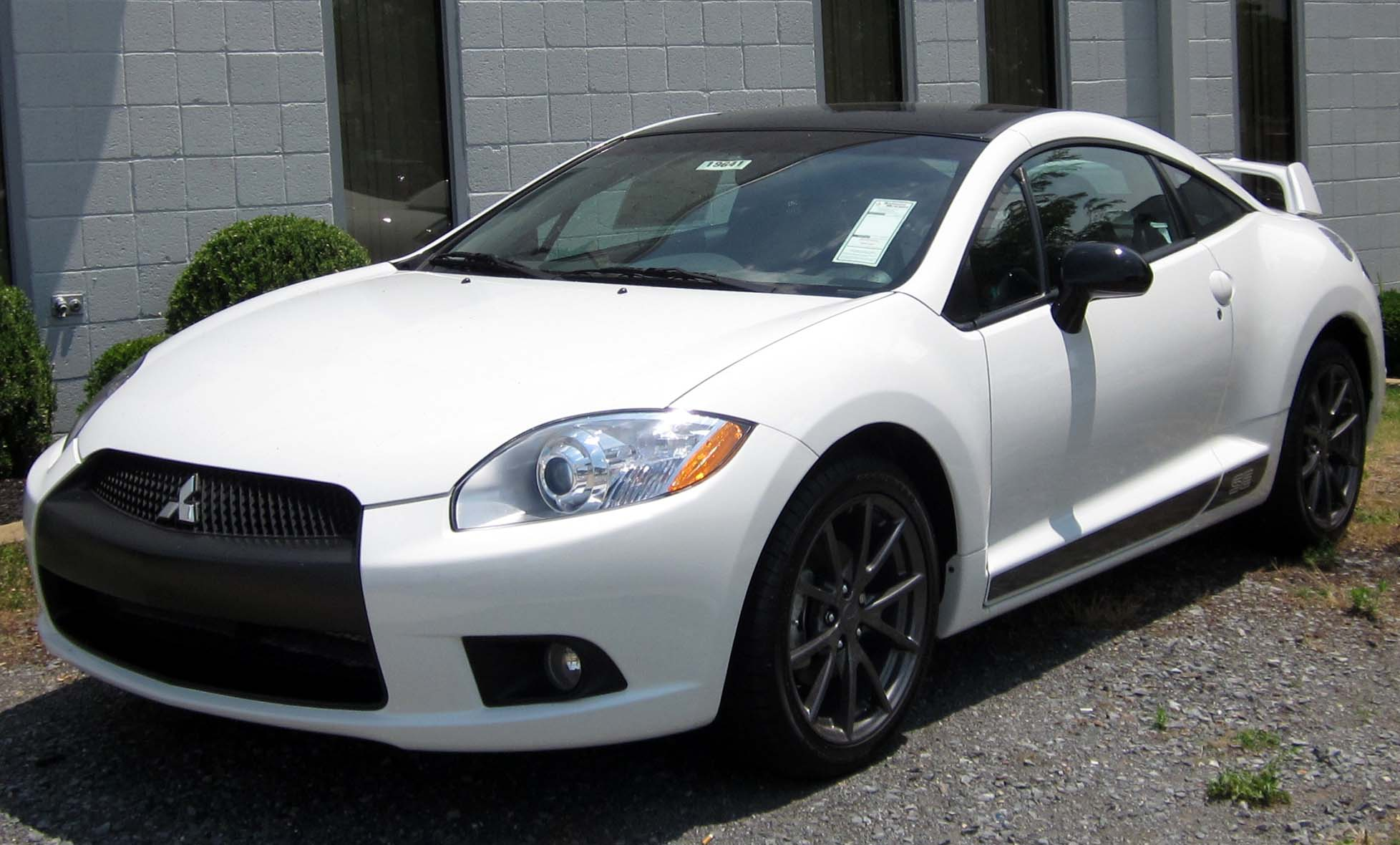
Mitsubishi Eclipse SE Coupé (2008–2012)
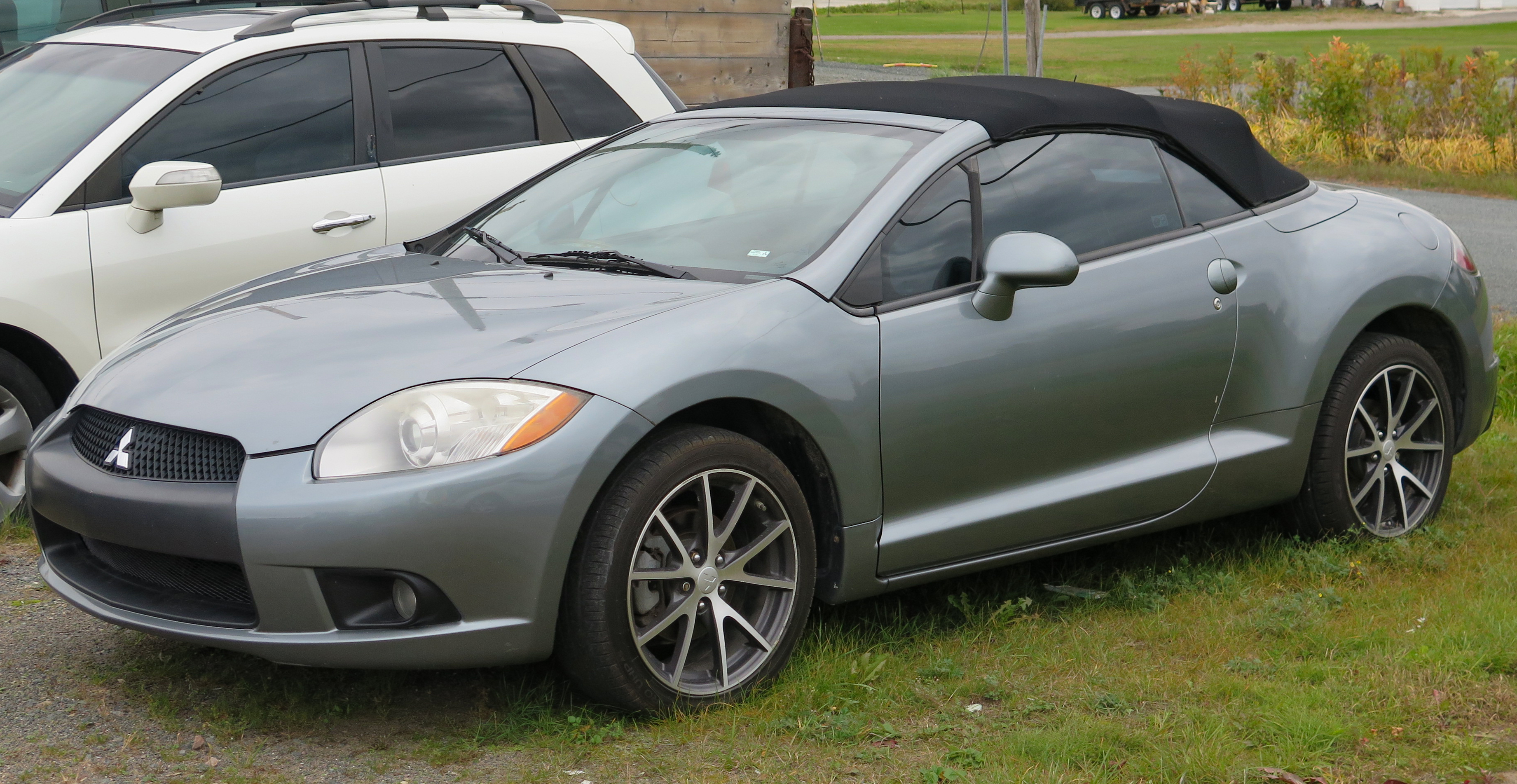
Mitsubishi Eclipse Spyder GT
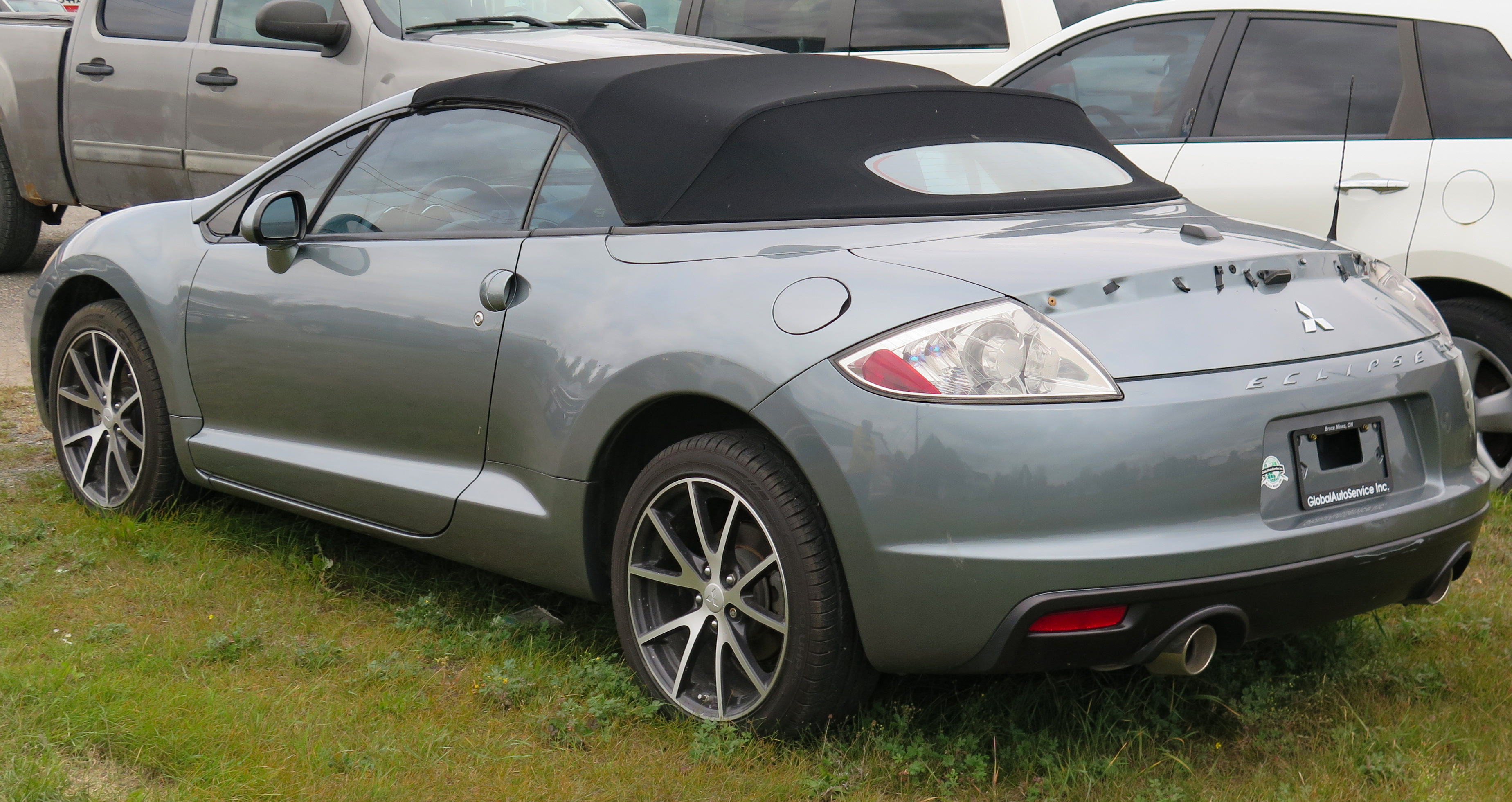
Heckansicht